# Società Sportiva Juventus Roma 1944-1945
Questa voce raccoglie le informazioni riguardanti la Società Sportiva Juventus Roma nelle competizioni ufficiali della stagione 1944-1945.

## Rosa
| N. |                   | Ruolo | Calciatore         |
| -- | ----------------- | ----- | ------------------ |
|    | Italia (bandiera) | P     | Battaglia          |
|    | Italia (bandiera) | D     | Rolando Giovanardi |
|    | Italia (bandiera) | D     | Renaldini          |
|    | Italia (bandiera) | C     | Egeo Rossi         |
|    | Italia (bandiera) | C     | Massimo Caristi    |
|    | Italia (bandiera) | C     | Borgi              |
|    | Italia (bandiera) | C     | Novelli            |
|    | Italia (bandiera) | C     | Cipriani           |
|    | Italia (bandiera) | C     | Rocchi             |

| N. |                   | Ruolo | Calciatore         |
| -- | ----------------- | ----- | ------------------ |
|    | Italia (bandiera) | C     | Capanna            |
|    | Italia (bandiera) | A     | Oberdan Marchionni |
|    | Italia (bandiera) | A     | Otello Longhi      |
|    | Italia (bandiera) | A     | Luigi Vettraino    |
|    | Italia (bandiera) | A     | Lozzi              |
|    | Italia (bandiera) | A     | Ermanno Picchi     |
|    | Italia (bandiera) | A     | Rossetti           |
|    | Italia (bandiera) | A     | Guido Muzzioli     |
|    | Italia (bandiera) | A     | Semproni           |